# Carl Honoré
Œuvres principales
- Éloge de la lenteur (2004)
- Laissez les enfants tranquilles ! (2008)
- La Révolution de la longévité (2018)

Carl Honoré est un écrivain et journaliste canadien né le 29 décembre 1967 à Édimbourg en Écosse.

## Biographie
Après l'obtention de son diplôme d'histoire à l'Université d'Édimbourg, Carl Honoré part au Brésil où son contact avec les enfants de rue l'encourage à se lancer dans le journalisme. Depuis, ses articles ont été publiés dans des journaux comme The Economist, The Observer ou encore l'American Way ; notamment pour son travail en Europe et Afrique du Sud.
En 2004, il publie son premier livre, un essai intitulé Éloge de la lenteur (titre original: In Praise of Slow), une observation de l'accélération du monde et les bienfaits de ralentir le rythme. Le livre est un best-seller, faisant de Carl Honoré devient un ambassadeur du Mouvement Doux,. Traduit en français en 2005, l'auteur est invité à animé des conférences TED « In Praise of Slowness » la même année,.
En 2008, toujours sur le thème de la lenteur, Carl Honoré publie le livre Laissez les enfants tranquilles !, qui traite de la suractivité et des exigences imposées à beaucoup d'enfants dès leur naissance.
En 2018, il publie un livre sur la longévité et comment bien vivre la vieillesse. Le document, destiner à tous les âges, est traduit en français sous le titre La Révolution de la longévité.